# Каширин, Николай Иванович
Николай Иванович Каширин (23 мая 1941, Москва — 8 марта 2006, Москва) — советский и российский театральный актёр, театральный деятель. Народный артист Российской Федерации (2002).

## Биография
Николай Иванович Каширин родился в 1941 году в городе Москве. Его отец — Иван Игнатьевич Каширин, работал актёром Московского театра имени Вахтангова. Мать — танцовщица кордебалета Театра оперетты. Проходил обучение в московской школе № 71. Окончил музыкальную школу, занимался в театральной студии.
В 1962 году Каширин завершил обучение в Театральном училище имени Щукина, учился на курсе И. М. Рапопорта и А. И. Борисова. Начал театральную деятельность в «Ленкоме», позже поступил на службу в Центральный детский театр.
Проживал в городе Москве. Умер 8 марта 2006 года в своей квартире, тело обнаружили только через десять дней, взломав дверь. Похоронен на Ваганьковском кладбище.

## Семья
Каширин дважды был женат.
Первая жена — Людмила Гнилова, в этом браке родилась дочь Екатерина.
Вторая жена — Амалия, также родилась дочь. В середине 1990-х годов супруга с дочерью уехали в Израиль на постоянное место жительство. Каширин отказался уезжать из страны, заявив семье, что он русский артист и никуда отсюда не уедет. Последние годы жизни был холост.

## Репертуар и роли
- 1969 — фильм-спектакль «Финист — Ясный сокол»;
- 1970 — фильм-спектакль «Карлик Нос» по мотивам одноимённого произведения Вильгельма Гауфа;
- 1972 — фильм-спектакль «Стихи Агнии Барто»;
- 1973 — фильм-спектакль «Пушкинские сказки»;
- 1976 — фильм-спектакль «Рамаяна»;
- 1979 — музыкальная комедия «Коньки»;
- 1984 — фильм-спектакль «Ошибка великого Васи Осокина»;
- 1987 — фильм-спектакль «Мораль Леонардо».

### Роли в кино
- 1991 — По Таганке ходят танки — эпизод
- 2002 — Линия защиты — судья

## Награды
- Народный артист Российской Федерации (2002)[4];
- Заслуженный артист Российской Федерации (1996).